# Tycomarptes semyensis
Tycomarptes semyensis är en fjärilsart som beskrevs av Pierre Claude Rougeot och François Louis Nompar de Caumont de Laporte. Tycomarptes semyensis ingår i släktet Tycomarptes och familjen nattflyn. Inga underarter finns listade i Catalogue of Life.